# 著作権
著作権（ちょさくけん、英語: copyright、コピーライト）とは、作品を創作した者が有する権利である。また、作品がどう使われるか決めることができる権利である。作者の思想や感情が表現された文芸・学術・美術・音楽などを著作物といい、創作した者を著作者という。知的財産権の一種。
一般的に、著作物を他人が無断で無制限に利用できないように法的に保護する必要がある。著作物を創造した人物は、その著作物を他人が無断で利用しても、自己の利用を妨げられることはない。しかし、他人が無制限に著作物を利用できると、著作者はその知的財産から利益を得ることが困難となる。著作物の創造には費用・時間がかかるため、無断利用を許すと、知的財産の創造意欲を後退させ、その創造活動が活発に行われないようになるといった結果を招くためである。
著作者の権利は、著作物を活用して収益や名声などを得ることができる財産的権利（著作財産権）と、著作物の内容と著作者を紐づけることで、著作者の人間性を正確に表現する人格的権利（著作者人格権）に分類される。狭義に解する場合、著作権はとりわけ著作財産権と同義とされる。反対に、最も広義に解する場合、実演家、レコード製作者、放送事業者など著作物を伝達する者に付与される権利（著作隣接権）も、著作権の概念に含めることがある。
知的財産権には著作権のほか、特許権や商標権などの産業財産権があるが、保護の対象や権利の強さが違う。産業財産権は産業の発達を目的とする技術的思想（アイデア）を保護の対象とし、権利者に強い独占性を与える性質のため、所管官庁による厳しい審査を経て登録されなければ権利が発生しない。一方の著作権は、創造的な文化の発展を目的とする表現を保護の対象としていることから、産業財産権と比べて独占性は低く、日本を含む多くの国・地域では登録しなくても創作した時点で権利が発生する。
著作物の定義・範囲、著作物の保護期間、著作物の管理手続や著作侵害の罰則規定などは、時代や国・地域によって異なるものの、国際条約を通じて著作権の基本的な考え方は共通化する方向にある。しかし、著作物のデジタル化やインターネットの社会普及に伴い、著作権侵害やフェアユース（無断利用が著作権侵害にあたらないケース）をめぐる事案が複雑化している時代趨勢もある。
学術的な目的で、研究者や教授が著作権で保護された作品を使用することにはいくつかの例外がある。

## 構成
著作権は人権（財産権）の一種であり、同時に「著作権」という語は、人権としての著作権のほかに、法的権利としての著作権（さらに細かくは国際法上の著作権や、憲法上の著作権など）という側面もある。
著作権は狭義には著作財産権のみを指し、広義には著作財産権と著作者人格権、最広義には著作者の有する実定法上の権利（著作財産権、著作者人格権、著作隣接権）の総体をいう。広義の著作権概念は概して大陸法の諸国で用いられる著作権概念である。一方、狭義の著作権概念は英米法の諸国で用いられる著作権概念である。日本の著作権法は「著作者の権利」のもとに「著作権」と「著作者人格権」をおく二元的構成をとっている。

### 著作財産権

#### 意義
著作権は狭義には著作財産権のことをいう。著作者に対して付与される財産権であり、著作物を独占的・排他的に利用する権利である。著者は、著作権（財産権）を、他人に干渉されることなく、利用する権利を持つ。たとえば、小説の著作者（作者）は、他人に干渉されることなく出版、映画化、翻訳することができる。
したがって、著作権（財産権）のシステムが正しく機能している場合は、出版社などが得た収益を、後進の育成と採用への投資（育成費）に充当できる。これにより、アマチュアからプロへと進む際のハードルも低くなる。また、各分野での世代交代が活発化する。
しかし、著作者の合意（許諾）を得ていない他人が、その著作物を広く世間に発表（公表）すると、著作者は生活するために必要な収入を失い、「執筆」「作曲」「映画製作」などの仕事（創作事業）も継続できなくなる。この他人による著作者の財産を盗み取る行為が、著作権の侵害である。

#### 支分権
支分権（しぶんけん）は著作物の1つの利用様式に対する権利である。
著作者が著作権を財産として扱える範囲を明確に限定するため、支分権として細目が列挙されている。著作財産権は支分権の総体として理解される。

#### 法的特徴
支分権の列挙により権利を示すため、著作者以外の者にとっては細目の把握が困難である。これにより「著作者の権利の束」と表示し、細目のすべてを含めた「すべての権利（財産権）」を保持していると、包括して記す場合もある。あるいは、支分権による細目の分類を用いて、著作権（財産権）の一部を、人（自然人や法人）に引き渡すことも可能である。このような販売形態を「譲渡」という。たとえば、小説の（著作者）が、契約により著作権の「出版権」のみを他人に譲渡し、それ以外の著作権（財産権）を著作者が自ら保持するといったことが法的に可能である。
一方で、著作物を収めた記録媒体（CDやDVD、ブルーレイや書籍などの有体物）を第三者に販売した場合でも、著作権が消滅することはない。このような販売形態を（権利の）「貸与」という。ほかにも、「譲渡」や「貸与」以外に、著作者ではない人（自然人や法人）と「許諾の契約」を結び、著作者ではない人（自然人や法人）が自由に利用できるようにする方法もある。このような契約を「利用許諾の締結」といい、殊に音楽制作では「買い取り」という。著作権は相対的独占権あるいは排他権である。特許権や意匠権のような絶対的独占権ではない。すなわち、既存の著作物Aと同一の著作物Bが作成された場合であっても、著作物Bが既存の著作物Aに依拠することなく独立して創作されたものであれば、両著作物の創作や公表の先後にかかわらず、著作物Aの著作権の効力は著作物Bの利用行為に及ばない。同様の性質は回路配置利用権にもみられる。

### 著作者人格権
狭義の著作権（著作財産権）は財産権の一種であるが、著作者に認められる権利（著作者の権利）としては、そのほかに著作者の人格的利益を保護するものとして、人格権の一種である著作者人格権がある。両者の関係については考え方および立法例が分かれる。
まず、著作権法により著作者に対して保障する権利を純粋に財産権としての著作権として把握する考え方がある。この考え方を徹底しているのがアメリカ合衆国著作権法であり、著作者の人格的権利はコモン・ロー上の人格権の範疇に含まれる。もっとも、ベルヌ条約が加盟国に対して著作者人格権の保護を要求していることもあり、1990年の法改正により、視覚芸術著作物について限定された形で著作者人格権を保護する旨の規定を設けた（合衆国法典第17編第106A条）。
第2に、著作者に対して、財産的権利と人格的権利の双方を著作権法上保障する考え方がある。大陸法の著作権法は基本的にこのような考え方に立脚している。フランス著作権法がこの考え方に立脚しており、著作者の権利について、人格的な性質と財産的な性質を包含するものとして規定し（111の1条第2項）、いわゆる著作者人格権は処分できないものとする（121の1条第3項）のに対し、著作権は処分できるものとして（122の7条）区別している点にこのような考え方が現れている。
第3に、著作者に対して、財産的権利と人格的権利の双方を著作権法上保障するが、両者は一体となっており分離できないものとして把握する考え方がある。ドイツの1965年9月9日の著作権および著作隣接権に関する法律がこの考え方に立脚しており、著作者の権利の内容を構成するものとして著作者人格権に関する規定を置いているが（11条-14条）、財産権と人格権が一体化しているがゆえに、財産権をも含む著作者の権利について譲渡ができない旨の規定が置かれている（29条）点にこのような考え方が現れている。
日本法の法制は、著作権法上、著作者の権利として財産権たる著作権と人格権たる著作者人格権を保障しつつ、前者は譲渡可能なものとして理解し、後者は譲渡不可能なものとして理解している点でフランス法に近い。

### 著作隣接権
著作者によって制作された楽曲（著作物）は、著作者である作詞家・作曲家が著作権を有している。しかし、楽曲を演奏する実演家や、それを録音するレコード製作者、楽曲を放送する放送事業者・有線放送事業者も、著作者ではないものの著作物に密接に関わる活動を業としており、1970年の現行著作権法制定に伴い、これらの利用者による実演、レコード、放送または有線放送にも著作権に準じた一定の権利（著作隣接権、英: neighboring right）が認められることになった。著作隣接権は実演家の権利（著作権法90条 - 95条）、レコード製作者の権利（同96条 - 97条）、放送事業者の権利（同98条 - 100条）、有線放送事業者の権利（同100条）からなり、人格権と財産権が含まれる。保護期間は実演日（実演）または最初の固定日（レコード）から70年間（放送、有線放送は放送等から50年間）。著作権と異なり楽曲（著作物）そのものの権利ではないため、演奏権や翻案権（編曲権）は認められていない。また映画の著作物においては、二次利用の際の著作隣接権の適用が制限される（映画の著作物#著作隣接権との関係も参照）。

## 著作権の歴史
著作権が本格的に考慮されるようになったのは、15世紀にグーテンベルクによる印刷術が確立するとともに、出版物の大量の模倣品が問題化するようになってからである。記録に残る最初の本の著作権は、1486年に、人文主義者のマルカントニオ・サベリーコのヴェネツィア史に与えられ、芸術家の最初の著作権は1567年にヴェネツィアの元老院からティツィアーノに与えられた。
18世紀初頭、イギリスではアン法（クイーン・アン法。1709年制定、1710年施行）で著作者の権利、すなわち著作権を認めた。この法では、著作権の有効期間（14年、1度更新可能で最大28年）や、その後のパブリック・ドメインの概念も制定されている。
フランスではフランス革命時の1791年に、大陸法系の国の中では初めて著作権法が制定された。その後、18世紀から19世紀にかけて各国で著作権を保護する法律が成立した。19世紀に入ると著作権の対象は印刷物以外（音楽、写真など）に拡大されていく。
ところが19世紀半ばになっても著作権の保護の法律を持たない国があり、イギリスやフランスなどの作家の書いた作品が複製による被害を受けていた。そのため、1886年採択・1887年発効のベルヌ条約で国際的な著作権の取り決めができ、1952年採択・発効の万国著作権条約によってベルヌ条約未締結国との橋渡しがなされた。さらには世界貿易機関 (WTO) 主管のTRIPS協定が1994年に採択・1995年発効し、国際的な著作権侵害の際にはWTOに提訴できる仕組みが導入された。
また、国際条約と国内法の中間的な位置づけとして、欧州連合（EU）の各種指令がある。EU加盟国は指令を遵守して国内法を整備する義務を負うことから、EU加盟国間の著作権法のばらつきを平準化する役割を担っている。
しかし著作権法および著作権についての考え方は、著作者・著作権者・利用者など利害関係者のさまざまな要請を受け、専門家だけでなく広く世論の間でも議論が起きたり、立法の場で話し合われたり、行政の場で検討されたり、司法の場で争われたりするなど絶えず変更を受け続けている。
21世紀に入り、テクノロジーの著しい進歩および権利ビジネスの伸張など経済社会の変化を受けた産業保護の観点からの要請と、著作物の自由な利用の要請（時には自由な言論の存続の希望を含む）との衝突が顕著な争点のひとつになっている。これを受け、デジタル著作物の保護規定を強化したWIPO著作権条約が1996年に採択され、2002年に発効している。
新しいテクノロジーに関連する個別の判例や法制には、1984年に判決が出た米国のベータマックス事件（ソニー勝訴）、1992年に生まれた日本の私的録音録画補償金制度、1997年に創設されたインタラクティブ送信に係る公衆送信権・送信可能化権（日本）、1999年に起こされたソニー・ボノ法への違憲訴訟（米国、2003年に合憲判決）、2001年のナップスター敗訴（米国）などがある。

## 著作権の対象と要件
本節では著作権のうち、おもに狭義の著作権（著作財産権）の保護の対象と要件について述べる。

### 著作権の対象
著作権は、著作者の精神的労力によって生まれた製作物を保護し、また、自由市場における市場価格を著作者に支払うことを保証して、著作者の創作業務を維持し、収入を安定させることで、間接的に著作者本人を保護する効果もある。
日本の現行著作権法では具体的に「思想又は感情を創作的に表現したものであつて、文芸、学術、美術又は音楽の範囲に属するもの」（著作権法第2条第1項第1号）と定めており、ここでいう「創作的」については、既存の著作物との差異（表現者の個性）が表れていればよく、新規性や独創性は求められず、区別できる程度であればよいとされる。
中山 (2014)によれば、思想又は感情が現れている箇所がどのような箇所なのか明確に定義することは難しい。そのため思想又は感情でないものがどういったものなのかを定義する方が明確にそれらを区別できる。思想・感情的から漏れ出ているものとしては、第1に著作物を書いた者が事実としているもの。例えば、ガリレオが地動説に関する本を出版した際、彼は地動説を事実として扱っていた。その場合地動説は事実として扱われる。第2に契約書案等。第3に単なる事実の報道や雑報。しかし事実を報道する新聞記事などは記事の配列、評価、分析などで創作性が保たれているためそれらは著作物として成立する。著作物として成立しないものとしては表現の幅の狭い新聞の見出しや死亡報道などである。第4に、スポーツやゲームのルールである。第5に技術や自然科学のアイディアそれ自体である。どんなに苦労して完成させた理論であっても、アイディアそれ自体には著作権はない。しかしそのアイディアを表現した論文での創作性が確保されているものに関しては著作権がある (pp.46-55)。
また、表現されている必要があり、文字・言語・形象・音響などによって表現されることで著作物となる。
著作権の対象として想定されるのは、典型的には美術、音楽、文芸、学術に属する作品である。絵画、彫刻、建築、楽曲、詩、小説、戯曲、エッセイ、研究書などがその代表的な例である。ほかにインターネット掲示板の書き込み、写真、映画、テレビゲームなど、新しい技術によって出現した著作物についても保護の対象として追加されてきた。
美術的分野では、著作権のほか、意匠権が工業デザインの権利を保護するが、著作権は原則として美術鑑賞のための作品などに適用され、実用品には適用されないとする。ただし、この境界線は必ずしも明解ではなく、美術工芸品は双方の権利が及ぶとする説もある。また、国によっては意匠法と著作権法をまとめて扱っている場合もある。
入学試験の問題は、数学の問題における数式そのもの、社会科の問題における歴史的事実そのものといった場合を除き、問題を作成した学校等に著作権が生じるとされる。
国によって保護の対象が異なる場合があり、たとえば、フランスの著作権法では著作物本体のほかにそのタイトルも創作性があれば保護する旨を規定している。同じく、一部の衣服のデザインが保護されることが特に定められている。米国の著作権法では船舶の船体デザインを保護するために特に設けられた規定がある。ほかに、明文規定によるものではないが、活字の書体は日本法では原則として保護されないが、保護する国もある。アプリケーションプログラミングインタフェース（API）についても日本法では明示的に保護対象外としているが、米国では「保護が及ぶ」という最高裁判決が出ている。

### 著作権が生じないもの

極めて正確に描かれた正方形は著作物ではない

権利が生じず、保護の対象にならない製作物がある。おもなものは以下の通り。
典型的にはまったく創作性のない表現と情報やアイディア・ノウハウ

誰が表現しても同じようになるものは創作性があるとは言えない。ただし、最低限どのような創作性が必要になるかについて画一的、定型的な基準は存在しない。具体的判断については事案ごとに周辺の事情をも勘案したものになるため、判例ごとに異なる。

自然科学に関する論文
大阪地裁判決では、「論文に同一の自然科学上の知見が記載されているとしても、自然科学上の知見それ自体は表現ではないから、同じ知見が記載されていることをもって著作権の侵害とすることはできない。また、同じ自然科学上の知見を説明しようとすれば、普通は、説明しようとする内容が同じである以上、その表現も同一であるか、又は似通ったものとなってしまうのであって、内容が同じであるが故に表現が決まってしまうものは、創作性があるということはできない」としている。なお、判例では「もっとも、自然科学上の知見を記載した論文に一切創作性がないというものではなく、例えば、論文全体として、あるいは論文中のある程度まとまった文章で構成される段落について、論文全体として、あるいは論文中のある程度まとまった文章として捉えた上で、個々の文における表現に加え、論述の構成や文章の配列をも合わせて見たときに作成者の個性が現れている場合には、その単位全体の表現として創作的なものということができるから、その限りで著作物性を認めることはあり得るところである」としている。
また大阪高裁判決（控訴審）では、原告の請求を棄却した。この判決では、「自然科学論文，ことに本件のように，ある物質の性質を実験により分析し明らかにすることを目的とした研究報告として，その実験方法，実験結果及び明らかにされた物質の性質等の自然科学上の知見を記述する論文は，同じ言語の著作物であっても，ある思想又は感情を多様な表現方法で表現することができる詩歌，小説等と異なり，その内容である自然科学上の知見等を読者に一義的かつ明確に伝達するために，論理的かつ簡潔な表現を用いる必要があり，抽象的であいまいな表現は可能な限り避けられなければならない。その結果，自然科学論文における表現は，おのずと定型化，画一化され，ある自然科学上の知見に関する表現の選択は，極めて限定されたものになる。したがって，自然科学論文における自然科学上の知見に関する表現は，一定の実験結果からある自然科学上の知見を導き出す推論過程の構成等において，特に著作者の個性が表れていると評価できる場合などは格別，単に実験方法，実験結果，明らかにされた物質の性質等の自然科学上の知見を定型的又は一般的な表現方法で記述しただけでは，直ちに表現上の創作性があるということはできず，著作権法による保護を受けることができないと解するのが相当である」としている。
また、大阪高等裁判所の判決では「表現技法について著作権法による保護を認めると，結果的に，自然科学上の知見の独占を許すことになり，著作権法の趣旨に反することは明らかである」としている。

独創的な思想または貴重な情報そのもの
ある数学の問題の解法やニュース報道で取り上げられる事実などは、その発見や取材に非常な努力を要することがあっても、著作権で保護されることはない。ただし、その解法の表現や、ニュース報道における事実の表現などは著作権で保護されることがある。
そのほか、キャラクター設定や感情そのもの、創作の加わっていない模倣品、範囲外の工業製品（たとえば自動車のデザイン）などは著作物とはならないほか、短い表現・ありふれた表現（たとえば作品のタイトルや流行語や商品名）・選択の幅が狭い表現などは創作性が認められない傾向にある。

### 保護の要件

#### 方式主義と無方式主義
特許権、意匠権、商標権などは登録が権利発生の要件であるが、著作権の発生要件について登録などを権利発生の要件とするか否かについては立法例が分かれる。
著作権の発生要件について、登録、納入、著作権表示など一定の方式を備えることを要件とする立法例を方式主義という。これに対して著作物が創作された時点で何ら方式を必要とせず著作権の発生を認める立法例を無方式主義という。
ベルヌ条約は、加盟国に無方式主義の採用を義務づけている（ベルヌ条約5条2項）。なお、日本には著作権の登録の制度があるものの、ベルヌ条約の加盟国であることもあり発生要件ではなく、あくまでも第三者対抗要件であるに過ぎない。これに対して万国著作権条約は方式主義を採用している（ベルヌ条約と万国著作権条約の双方に加盟している場合には万国著作権条約17条によりベルヌ条約が優先する）。
なお、北朝鮮もベルヌ条約加盟国であるが、日本は北朝鮮を国家として承認していないことを理由に、2011年12月、北朝鮮の著作物に関しては日本国内で保護義務がないとの司法判断が最高裁によってなされた。

### 著作権マーク
ベルヌ条約に加盟し無方式主義をとる国においては著作物を創作した時点で著作権が発生するため、著作物に特定の表示を行う義務は課されていない。一方、ベルヌ条約締結後も同条約に加盟せず方式主義をとる国々があった。そのため自国が無方式主義を義務づけるベルヌ条約を締結していても、方式主義をとる国々では著作権発生の要件を満たさず、そのままでは著作権保護を得ることができず不都合を生じていた。そこで万国著作権条約は無方式主義をとる国における著作物が、方式主義をとる国でも著作権保護を得ることができるよう、氏名と最初の発行年、©のマークの3つを著作権表示として明示すれば自動的に著作権の保護を受けることができるとした。著作権マーク「©」は、著作権の発生要件として著作物への一定の表示を求める方式主義国において、要件を満たす著作権表示を行うために用いられるマークである。
先述のように、ベルヌ条約と万国著作権条約の双方に加盟している場合には、無方式主義を定めるベルヌ条約が優先する。したがって、このような問題が生じるのはベルヌ条約を締結しておらず万国著作権条約のみを締結している方式主義をとっている国においてである。かつては米国が方式主義国の代表的存在で、長い間、万国著作権条約のみを締結しベルヌ条約を締結していなかった。しかし、米国は1989年にベルヌ条約を締結して無方式主義を採用した。ほかの国においても無方式主義の採用が進んだ結果、2017年現在、万国著作権条約のみを締結し方式主義を採用している国はカンボジアだけとなっている。そのカンボジアもベルヌ条約自体は締結していないものの、2004年のWTO加盟によりTRIPS協定9条1項の適用を受けることとなり、ベルヌ条約の1条から21条の条項および附属書の遵守義務を負ったため、実質的に無方式主義に転換した。
なお、著作権表示は条約上の著作権の発生要件とは別に国内法上一定の効果を生じることがあり、たとえばアメリカの著作権法では著作権の存在を知らずパブリックドメインと信じた者を保護する善意の侵害者（innocent infrigers）の法理があるが、©マーク等の著作権表示が著作物に明確に表示されていれば原則として善意の侵害にはあたらないとされている。

### 有形物への固定の要否
著作物が有形の媒体に固定されている必要があるか否かについても立法例が分かれる。ベルヌ条約では固定を要件とするか否かに関しては加盟国の立法に委ねている（ベルヌ条約2条2項）。アメリカ合衆国著作権法では、著作物が固定されていることが保護の要件となっており（102条(a)）、未固定の著作物はもっぱら州法の規律による。日本の場合は固定を要件としていないが、映画の著作物については物への固定が要件であると一般的には解されている（ただし、この点には議論がある）。

### 著作権の侵害
著作権侵害は、民事では差止請求権、損害賠償、名誉回復等の対象となる。また、刑事事件として罰金刑や懲役刑などの刑事罰が科される場合もある。米DMCAに基づいて、自称著作権者およびその代理人による著作権侵害告発で、正規の著作権者や合法な著作権利用が妨げられるケース、果ては言論弾圧に利用するケースすら多発している。

## 著作権の法的保護

### 条約上の保護
著作権の保護については、「文学的及び美術的著作物の保護に関するベルヌ条約」（ベルヌ条約）、「万国著作権条約」、「著作権に関する世界知的所有権機関条約」（WIPO著作権条約）、「知的所有権の貿易関連の側面に関する協定」（TRIPS協定）などの条約が保護の最低要件などを定めており、これらの条約の締約国が、条約上の要件を満たす形で、国内の著作権保護法令を定めている。

#### ベルヌ条約
18世紀から19世紀にかけて各国の民間交流は増大したが、それとともに剽窃も国際的な問題となった。多くの国では著作権法が制定されていたが、効力範囲は自国民などに限られていた。そこで各国は、相互主義のもと互いに相手方国民の著作権を保護する二国間条約を締結して解決を図ろうとした。しかし、二国間条約では締約国以外には効力が及ばず、各国は法律で登録などの著作権保護要件を定めていたため現実に著作権を取得することは難しく実効性に乏しいものだった。
そこで国際文芸家協会などが国際的な著作権保護の運動を展開し、スイス政府などの主導のもと1886年にベルヌ条約（文学的及び美術的著作物の保護に関するベルヌ条約）が締結された。ベルヌ条約に関しては1908年のベルリンでの改正条約によって無方式主義が採用された。
ベルヌ条約は内国民待遇、遡及効、無方式主義の採用などを柱とする。

#### 万国著作権条約
ベルヌ条約は1908年のベルリンでの改正条約によって無方式主義が採用されたが、アメリカ合衆国や中南米諸国など方式主義を採用している諸国との間に制度的な差異を生じ問題化した。そこで、方式主義を採用しているアメリカ合衆国や中南米諸国などと、ベルヌ条約に加盟して無方式主義を採用している国々との間の架橋となる条約として、1952年に万国著作権条約が成立した。
万国著作権条約は内国民待遇、不遡及効、方式主義の採用などを柱とする。ただし、ベルヌ条約と万国著作権条約の双方に加盟している場合には万国著作権条約17条によりベルヌ条約が優先する。
1979年にアメリカ合衆国がベルヌ条約に加盟したのち、グアテマラなどの中南米諸国も次々とベルヌ条約に加盟するなど、各国で無方式主義への転換が進んだ。先述のように、万国著作権条約のみを締結して方式主義を採用している国は2017年現在カンボジアだけとなっており、そのカンボジアもWTO加盟によりTRIPS協定9条1項の適用を受け、ベルヌ条約の1条から21条の条項および附属書の遵守義務を負ったため、実質的に無方式主義に転換している。

### 日本（著作権法）
現在の日本における著作権は著作権法によって規定されている。著作権法は、著作物によって生じる著作者の財産権の範囲を定めている（著作権法第17条第1項）。日本では創作した時点で自動的に帰属される。日本の著作権法は「著作者の権利」のもとに「著作権」と「著作者人格権」をおく二元的構成をとっており、このうち「著作権」を著作者の財産的利益を保護する権利とする。
日本の近代以前においては版元が権利者と考えられており、明治初期に版権として著作権の一部が保護を受けることになった。19世紀末のベルヌ条約加盟にあたって初めて著作権法が制定され、1970年に旧法を全部改正して現行の著作権法が制定された。
著作権法は以下で条数のみ記載する。

#### 権利の内容と譲渡可能性
日本の著作権法の下では、原則として、著作権は創作の時点で自動的に創作者（著作者）に帰属する（無方式主義 cf.方式主義）。たとえ創作活動を職業としない一般人であっても、創作された時点で自動的に帰属される。つまり、原始的には著作者たる地位と著作権者たる地位が同一人に帰属する。
もっとも、著作権は財産権の一種であり、譲渡することが可能であり、さらには、以下のような支分権ごとにも譲渡可能と理解されている。したがって、創作を行った者と現時点の著作権者とは一致しないことや、支分権ごとに権利者が異なることもありうる。ただし、譲渡を受けた者が第三者に対抗するためには、文化庁に著作権を登録しておく必要がある。また、映画の著作物については、著作権の原始的帰属について特例が設けられている（16条）。この場合でも人格権としての著作者人格権は著作者に残されるため（59条）、著作権者であるといえども無断で著作物を公表・改変したり、氏名表示を書き換えたりすることはできない。
著作権法（日本）では著作権の対象とならないものを様々定義している。事実の伝達・プログラム言語・アルゴリズム・公的規則などが挙げられている。権利対象となる著作物に関しても、特定条件下では著作財産権が制限されると規定されている。
なお、著作者と著作権者の用語の使い分けが分かりづらいためか、2005年1月に文化審議会著作権分科会から発表された「著作権法に関する今後の検討課題」の中では、用語の整理の検討が必要であると言及されている。

#### 権利行使
著作権者は、他人に対し、その著作物の利用を許諾することができる（63条1項）。この許諾を得た者は、その許諾に係る利用方法および条件の範囲内において、その許諾に係る著作物を利用することができる（63条2項）。また、この許諾に係る著作物を利用する権利は、著作権者の承諾を得ない限り、譲渡することができない（63条3項）。
- 著作物の放送又は有線放送についての許諾は、契約に別段の定めがない限り、当該著作物の録音又は録画の許諾を含まないものとする（63条4項）。
- 著作物の送信可能化についての許諾を得た者が、その許諾に係る利用方法及び条件（送信可能化の回数又は送信可能化に用いる自動公衆送信装置に係るものを除く）の範囲内において反復して又は他の自動公衆送信装置を用いて行う当該著作物の送信可能化については、23条1項の規定は、適用しない（63条5項）。23条1項の規定とは、「著作者は、その著作物について、公衆送信（自動公衆送信の場合にあつては、送信可能化を含む）を行う権利を専有する」とするものである。

共有著作権（共同著作物の著作権その他共有に係る著作権）は、その共有者全員の合意によらなければ行使することができないが（65条2項）、各共有者は、正当な理由がない限り合意の成立を妨げることができない（65条3項）し、信義に反して合意の成立を妨げることができない（65条4項、64条2項）。また、代表権に加えられた制限は、善意の第三者に対抗することができない（65条4項、64条4項）。
共同著作物とは、「2人以上の者が共同して創作した著作物であって、その各人の寄与を分離して個別的に利用できないものをいう」（2条1項12号）と定義される。間違いやすいのは、二次的著作物で、「キャンディ・キャンディ事件」（最判平成13年10月25日判例）の事案においては、ストーリー作者により事前に原稿用紙に執筆されたストーリーに基づいて作画者が作画をするという方式がとられており、二次的著作物に該当するものと判断された。
次に間違いやすいのは結合著作物である。これは、各人の創作的表現を分離して利用可能なものであり、たとえば、「歌詞と楽曲」「小説と挿絵」などがこれに該当する。この場合は、共同著作物ではなく、それぞれが著作物であり著作権を有すると解される。

#### 著作権と所有権
著作権に明るくない一般人においては、しばしば、著作物を表象した有体物の所有権を取得したことにより、著作権に類する権限も取得できると誤解する場合がある。しかし、所有権を取得したからといって著作権にかかる諸権利まで取得できるわけではない。このことは美術の著作物についての判例「顔真卿自書建中告身帖事件」で明らかになっている。
ただし、美術の著作物についての原作品の所有者による著作物の展示や展示に伴う複製などの行為には著作権の効力が及ばないとする規定がある（45条、47条）。所有権者による当該行為にまで著作権の効力が及ぶものとすると、美術品の所有権を得た者の利益が著しく損なわれるため、著作権と所有権の調整を図ったものである。

### 著作権の保護期間
保護期間を永久と定める国も存在するが、一般に一定の保護期間の下においてのみ、保護される。保護期間の満了を迎えると、著作権は消滅、パブリックドメインとされる。

## 著作物の利用契約
著作権者が他人に対して著作物の利用を認める契約には著作物利用許諾契約や出版権設定契約がある。

### 著作物利用許諾契約
著作物利用許諾契約（ライセンス契約）は契約を結んだものに対して著作物の利用を認める契約である。著作物利用許諾契約の相手方は複数の者でもよい。

### 出版権設定契約（出版権）
出版権設定契約は特定の者に対し出版権を設定するもので、出版権の設定を受けた出版権者は設定行為に従って著作物を複製して頒布することができる。出版行為には紙媒体やDVD、CD-ROMなどへの複製のほか、インターネットによる公衆送信行為や電子出版なども含まれる。出版権は排他的・独占的な権利であり、出版権を侵害する者に対しては差止請求や損害賠償請求が認められる。
日本では出版権は複製権の一形態として著作権法第三章（出版権）に規定される。著作物を文書または図画として出版する行為を目的とする。

（80条）出版権者は、設定行為で定めるところにより、その出版権の目的である著作物について、次に掲げる権利の全部又は一部を専有する。（1項）頒布の目的をもつて、原作のまま印刷その他の機械的又は化学的方法により文書又は図画として複製する権利（原作のまま前条第一項に規定する方式により記録媒体に記録された電磁的記録として複製する権利を含む）

よって出版権者は、著作権者（複製権者）との利用許諾契約の条件下で、著作物の出版行為に関し排他的権利を取得することとなる。出版権者は単なる利用許諾者であるに止まらず、法律上、著作物の公表や権利侵害訴訟の原告資格が付与され（112条）、利用許諾の範囲内では著作権者（複製権者）の複製権・出版権の行使にも影響があるなど、強力な権利を持つ。出版権は次の通り利用許諾の範囲内で存続するが、無期限とした契約の有効性については学説上も争いがあり、有限期間を明示して契約するのが通例である。

（83条）出版権の存続期間は、設定行為で定めるところによる。（2項）出版権は、その存続期間につき設定行為に定めがないときは、その設定後最初の出版行為等があつた日から三年を経過した日において消滅する。

複製権などと同様に、出版権の目的物も法第三節第五款の著作権の制限の対象となる（86条）。また出版権の再譲渡などは原権利者の承諾により可能であり（87条）、著作権と同様の登録対抗要件まで規定がある（88条）。出版権侵害も複製権侵害の場合と同じく、損害賠償請求訴訟や侵害等罪の刑事罰（非親告罪化を含む）の対象となる（第7章、第8章）。2011年に自炊代行業者を相手どった提訴があり、2012年1月20日、衆議院第2議員会館で出版社が公明党衆院議員池坊保子文部科学部会長や自民党議員らに出版社が「著作隣接権を持てる」よう要望し、これは平成26年改正において電子書籍の出版権（いわゆる電子出版権）として実現された（次掲）。

80条2項 原作のまま前条第一項に規定する方式により記録媒体に記録された当該著作物の複製物を用いて公衆送信を行う権利

## 人工知能や動物の著作権
- 1926年にイギリスで、心霊主義の霊媒の自動筆記による作品の著作権をめぐって裁判になり、「著者は人間でなければならない」という判決が出て、その後の知的財産法の行方に影響を与えた[80]。この判決はAIが発達した現代において重要な意味を持つと指摘されている[80]。（オートマティスム#著作権裁判とAIの著作権への影響）
- 生成的人工知能 - 著作権法30条の4により、他者の作品を使った学習は適法となる可能性が高いが、データセットに利用されたコンテンツのライセンスに違反した利用は違法である可能性がある[81]。当該著作物による著作権者の利益を不当に害すると判断される（似たキャラクター、そのままの文章など）場合は違法となる[82][83]。また、生成的人工知能で作品を使った使用者には創作性が認められないことから著作権で保護されることはない[84]。
- 動物が作った作品（英語版） ‐ サルの自撮り、動物の権利